# Agrothereutes lanceolatus
Agrothereutes lanceolatus är en stekelart som först beskrevs av Walker 1874.  Agrothereutes lanceolatus ingår i släktet Agrothereutes och familjen brokparasitsteklar. Inga underarter finns listade i Catalogue of Life.